# Otto Wiener (Physiker)
Otto Heinrich Wiener (* 15. Juni 1862 in Karlsruhe; † 18. Januar 1927 in Leipzig) war ein deutscher Physiker.

## Leben
Otto Wiener promovierte 1887 an der Universität Straßburg Über die Phasenänderung des Lichtes bei der Reflexion und Methoden zur Dickenbestimmung dünner Blättchen.
Wiener wurde bekannt durch den experimentellen Nachweis stehender Lichtwellen; 1890 gelang ihm die Bestimmung der Wellenlänge des Lichts.

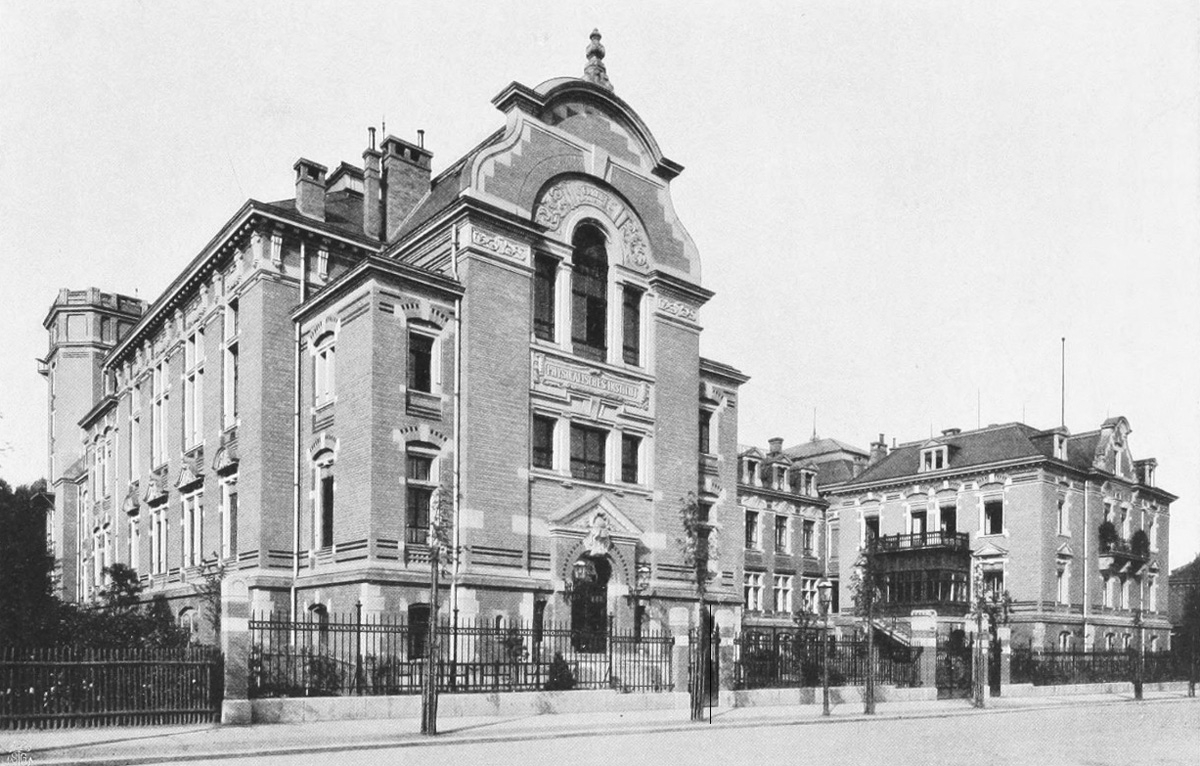
Das unter der Leitung Wieners errichtete Physikalische Institut der Universität Leipzig

Er war ab 1895 Professor an der Universität Gießen. 1899 folgte er einem Ruf an das physikalische Institut der Leipziger Universität, wo er Nachfolger von Gustav Wiedemann wurde. In seiner akademischen Antrittsvorlesung in Leipzig von 1900 zur Erweiterung unserer Sinne stellte er die physikalische Theoriebildung in den Zusammenhang der Evolutionstheorie. Mit der Formel von der Erweiterung unserer Sinne nahm er eine medientheoretische Hauptthese Marshall McLuhans vorweg, die bei diesem als extensions of man wiederkehrt.
Unter Wieners Leitung wurde von 1901 bis 1904 das neue Physikalische Institut der Universität Leipzig in der Linnéstraße errichtet.
Er konzipierte einen theoretischen Kinematographen, mit dem er die Theorie der inneren Scheinbilder und Symbole von Heinrich Hertz (Prinzipien der Mechanik, 1894) aufgreift; Norbert Wiener entwickelt dieses Modell später in seiner Kybernetik weiter.
Wiener hielt 1916 einen Volkshochschulkurs über Physik im Kriege in seinem Institut ab und gehörte 1920 neben Carl Runge, Wolfgang Gaede, August Schmauss, Johannes Stark, Wilhelm Westphal, Gustav Eberhard und Wilhelm Wien dem ersten Fachausschuss der Physik an, der Forschungsstipendien vergab.
Unter seiner Ägide promovierte August Karolus 1923 und erhielt 1926 eine Professur; Karolus entwickelte in Leipzig in Zusammenarbeit mit der Telefunken-Gesellschaft ein Bildtelegrafie-Verfahren und konstruierte am Arbeitsbereich Physikalische Grundlagen des Fernsehens ein Fernsehsystem mit mechanischer Bildzerlegung (Spiegelrad).

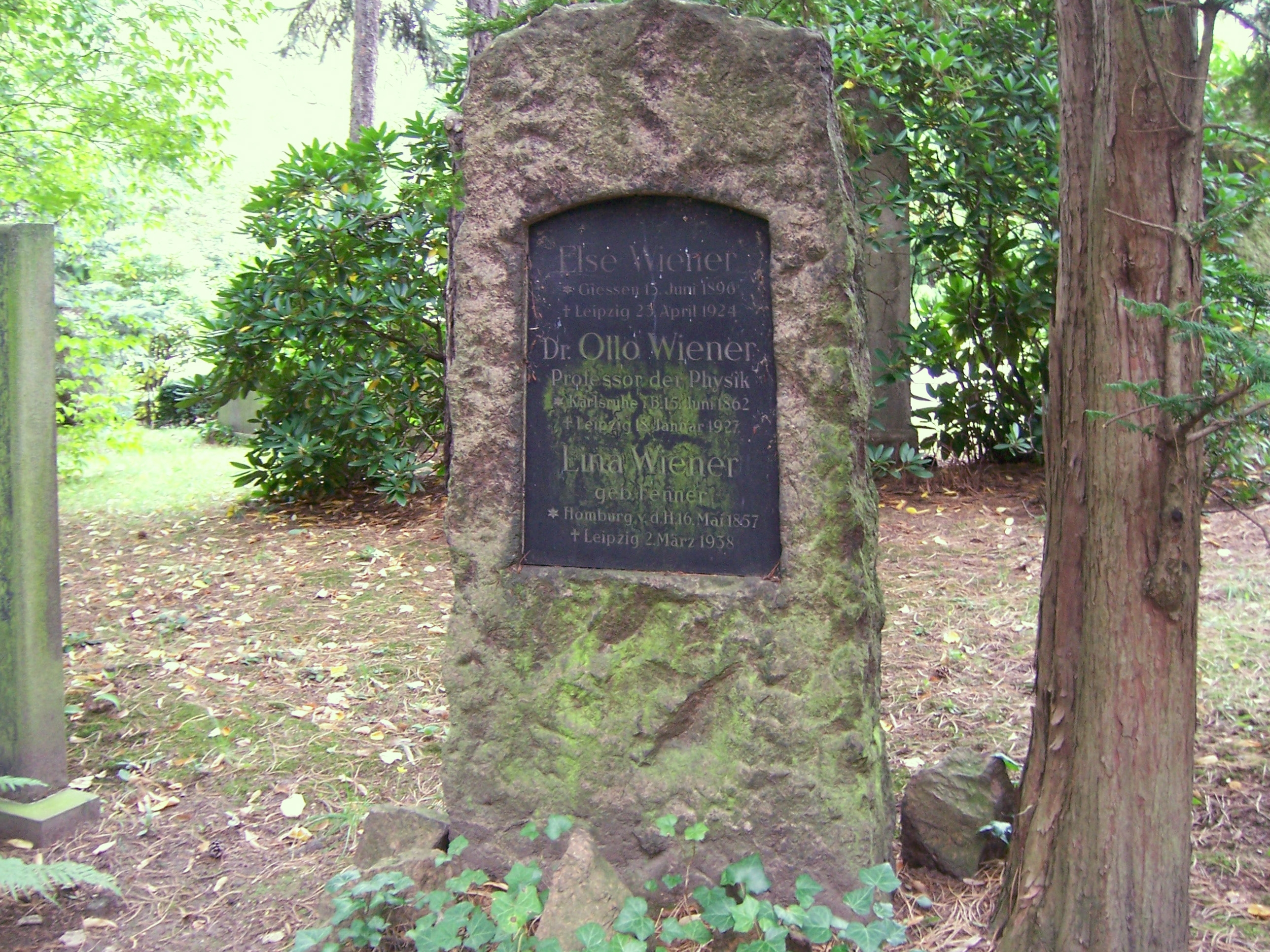
Grabstätte Otto Wieners auf dem Südfriedhof in Leipzig

Wiener war ein preußischer Geheimrat.
Nachfolger Otto Wieners in Leipzig waren Peter Debye, Werner Heisenberg und Friedrich Hund sowie Gustav Hertz.

## Schriften
- Die Erweiterung unserer Sinne. Akademische Antrittsvorlesung gehalten am 19. Mai 1900. Leipzig 1900.
- Der Zusammenhang zwischen den Angaben der Reflexionsbeobachtungen an Metallen und ihrer optischen Konstanten. Teubner 1908.
- Über Farbenphotographie und verwandte naturwissenschaftliche Fragen. Vortrag gehalten auf der 80. Naturforscherversammlung zu Cöln am Rhein in der Gesamtsitzung beider Hauptgruppen am 24. September 1908. In: Verh. der Ges. Dt. Naturforscher und Ärzte. 80. Vers. zu Köln. Tl. 1. Vogel, Leipzig 1909.
- Versuche mit Gasballon im Felde elektrischer Funken und Blitzschutz von Luftschiffen. In: Deutsche Zeitschrift für Luftschiffahrt, 1910, S. 12–16.
- Vogelflug, Luftfahrt und Zukunft, mit einem Anhang über Krieg und Völkerfriede. Barth, Leipzig 1911.
- Die Theorie des Mischkörpers für das Feld der stationären Strömung. 1. Abhandlung: Die Mittelwertsätze für Kraft, Polarisation und Energie. (Abhandlungen der mathematisch-physikalischen Klasse der königlichen sächsischen Gesellschaft der Wissenschaften. Band 32, Nr. 6.) Leipzig 1912.
- Physik und Kulturentwicklung durch technische und wissenschaftliche Erweiterung der menschlichen Naturanlagen. Leipzig, Berlin 1919.
- Fliegerkraftlehre. Hirzel, Leipzig 1920. (Arbeiten über aeronautische Probleme; Einführung in das Flugwesen und die Aerodynamik für angehende Flieger.)
- Das Grundgesetz der Natur und die Erhaltung der absoluten Geschwindigkeit im Äther. Abhandlungen der sächsischen Akademie der Wissenschaften, mathematisch-physikalische Klasse Nr. IV. Teubner, Leipzig 1921.
- Schwingungen elastischer Art im kräftefreien Strömungsäther. In: Phys. Zeitschrift. Band 25. 1924, S. 552–559.
- Weiten, Zeiten, Geschwindigkeiten. Ein Gespräch über grundlegende naturwissenschaftliche Fragen. Düsseldorf 1925.
- Natur und Mensch. Die Naturwissenschaften und ihre Anwendungen. 4 Bände. Hrsg. v. C. W. Schmidt, bearb. v. H. H. Kritzinger, C. W. Schmidt, Otto Wiener, Hugo Kauffmann, K. Keilhack, G. Kraitschek, F. Cappeller, C. Schäffer u. a. de Gruyter, Berlin 1926–1931.
- Zur Theorie des Strömungsäthers. In: Phys. Zeitschrift. Band 26. 1928, S. 73–78.